# Teckel
Teckel (în engleză Dachshund, în română șoricar, în germană Dackel) este o rasă de câini originară din Germania.
Denumirea acestui câine în limba germană este cât se poate de clară: dachs înseamnă bursuc, iar hund înseamnă câine. Iată deci redată, încă din denumire, principala întrebuințare vânătorească a acestei rase. Teckelul este un câine folosit pentru vânătoarea la vizuină, în general, și în particular a viezurelui și vulpilor, dar și a animalelor mai mari (mistreț, capre).

## Origine și istorie

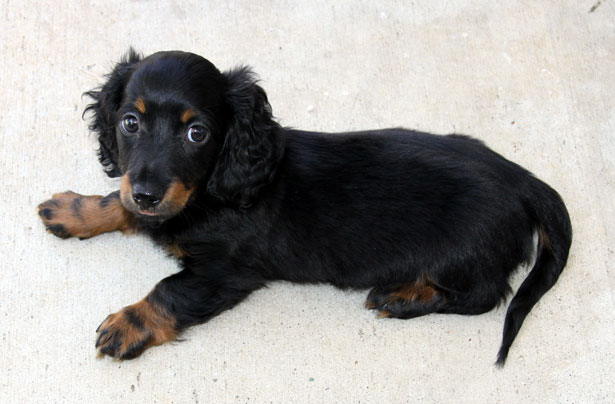
Un pui de teckel.

La începutul secolului al XVII-lea, denumirea de teckel („câinele-bursuc”) era folosită pentru o rasă de câini cu părul neted sau lung; in 1890 s-a adăugat o a treia varietate, și anume cea cu păr sârmos. Crescătorii germani au descoperit repede că încrucișările dintre varietățile cu păr lung și cele cu păr neted sau sârmos fac mai mult rău decât bine, așa că au interzis înregistrarea unor astfel de exemplare. Totuși, la începutul dezvoltării varietății cu păr sârmos s-a permis încrucișarea acestora cu cele cu păr neted pentru a crește numărul de exemplare cu păr sârmos.
Pe parcursul dezvoltării rasei, au apărut două categorii de mărimi, în funcție de prada vânată: câinii cu greutate de 13-16 kg erau folosiți pentru vânarea bursucilor și mistreților, iar cei mai mici, cu greutatea de 7-10 kg, erau eficienți in vânarea vulpilor și a iepurilor sălbatici. Importul de teckeli in Statele Unite a început în 1885. Teckelul este prețuit pentru calitățile sale de vânător și pentru temperamentul său.
Se spune că teckelul ar fi original din Germania, dar cercetătorii americani din Egipt susțin că au găsit în mormintele faraonilor câini de talie mică, ca teckelii, deși majoritatea oameniilor cred că această rasă a fost descoperită pentru prima dată de cercetători germani.

## Apariție

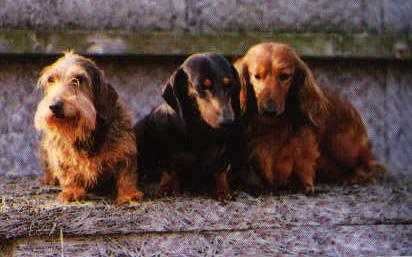
Cele trei forme de păr

Teckelii se prezintă sub trei forme: cu părul lung, scurt sau sârmos și a câte trei tipuri: standard, mediu, și pitic.
Este scund, cu trupul lung și picioarele scurte, cu mușchi bine dezvoltați; pielea este elastică, flexibilă dar nu se rideaza în mod excesiv. Nu pare infirm, ciudat sau să aibă dificultați de mișcare.
Teckelul are un aspect echilibrat, o ținută încrezătoare și o expresie facială, inteligentă și alertă. Spiritul de vânătoare, mirosul dezvoltat, lătratul zgomotos și dimensiunile reduse sunt caracteristici care îl fac potrivit pentru munca subterană. Are un miros extrem de bine dezvoltat, un avantaj asupra altor rase, ceea ce-l face potrivit pentru urmărire. Având în vedere că este un câine de vânătoare, cicatricile rămase în urma unor răni onorabile nu trebuie considerate defecte.
Rudele teckelului cu păr sârmos sunt teckelul cu păr scurt, shnauzer pitic și Dandie Dinmont Terrier.

## Tipuri de Teckeli

### Teckelul cu păr neted

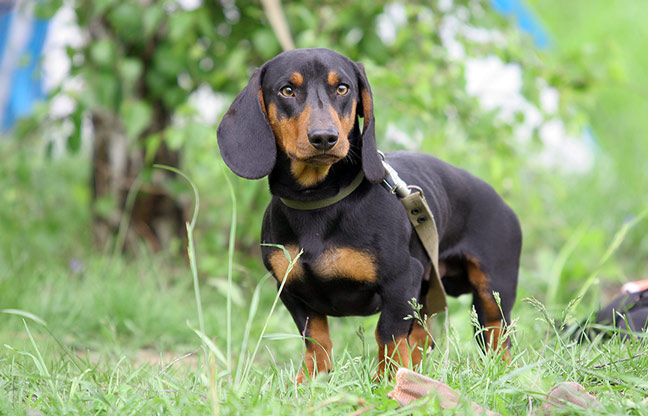
Teckel cu păr neted.

Blană scurtă, netedă și lucioasă. Părul nu trebuie să fie nici prea lung, nici prea des. Urechile nu sunt lipsite de păr. Coada se îngustează treptat spre vârf, dar nu este acoperită cu prea mult păr. Porțiunile lungi, acoperite cu păr zbârlit pe abdomen sunt considerate zone cu păr aspru și nu un defect. O coadă stufoasă, precum și o coadă lipsită parțial sau în totalitate de păr, constituie un defect.
Deși culoarea de bază este irelevantă, anumite modele și culori de bază predomină. Câinii monocolori pot avea blana roșcată sau crem, cu sau fără zone mai închise. O pată albă pe piept este admisă, dar nu de dorit. Nasul și unghiile trebuie să fie negre.

### Teckelul cu păr sârmos

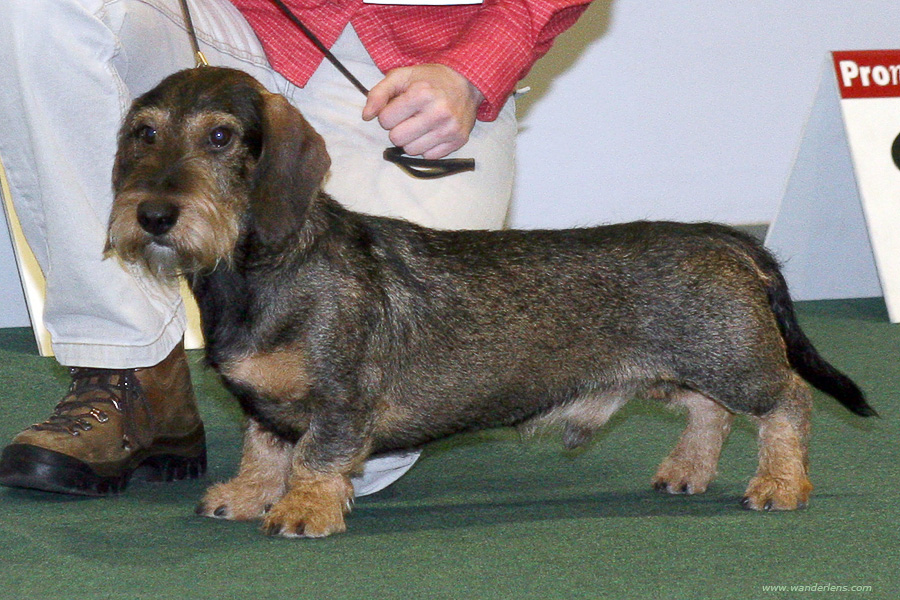
Teckel cu păr sârmos.

Cu excepția maxilarului, a sprâncenelor și a urechilor, întreg corpul este acoperit cu un strat exterior de blană uniformă, scurtă, deasă, aspră, dură la exterior, și un alt strat inferior ceva mai moale și mai scurt. Absența acestuia din urmă constituie un defect. Printre trăsăturile faciale distinctive se numără barba si sprâncenele. Pe urechi părul este mai scurt decât în rest, fiind aproape neted.
Părul teckelului sârmos este aranjat în așa fel încât, văzut de la distanță, seamănă cu teckelul cu păr neted. Orice urmă de păr moale în stratul exterior de blană, pe orice zonă a corpului, mai ales pe cap, constituie un defect. Același lucru este valabil și pentru părul lung, creț sau ondulat sau zburlit în toate direcțiile. Coada este robustă, cu par des, se îngustează treptat spre vârf. O coadă lată reprezintă un defect.

### Teckelul cu păr lung

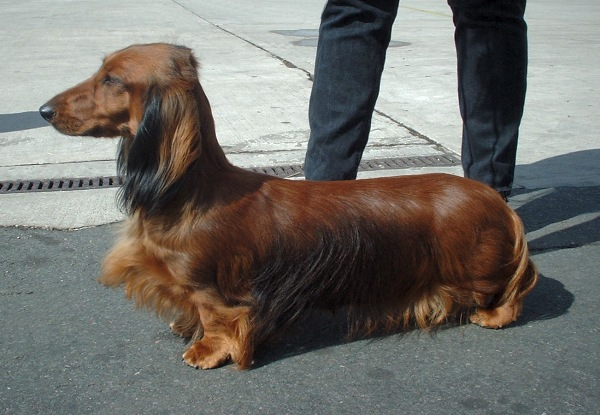
Teckel cu păr lung.

Ei au părul lins, strălucitor și adesea ondulat, este mai lung sub gât, pe piept, pe burtă, pe urechi și în partea din spate a picioarelor. Acest tip de blană îi dă câinelui un aspect elegant. Părul mai scurt pe urechi nu este de dorit. O blană prea deasă care face tipul de păr insesizabil, păr la fel de lung pe tot corpul, o blană creată sau o cărare pe spate reprezintă defecte. Coada este o alungire grațioasă a șirei spinării; blana atinge lungimea cea mai mare in această zonă formănd un veritabil steag.
Culoarea părului trebuie să fie la fel ca pentru teckelul cu păr neted. Nasul și unghiile la fel ca în cazul teckelului cu păr neted. Teckelii cu păr lung au de obicei mult păr de nuanțe diferite. Blana lor este moale și se deosebesc radical de celelate specii de  teckeli.